# Ботсвано-российские отношения
Ботсвано-российские отношения — двусторонние дипломатические отношения между Ботсваной и Россией.

## История
Дипломатические отношения между СССР и Ботсваной были установлены 6 марта 1970 года.

## Послы
Чрезвычайный и Полномочный Посол России в Ботсване (Габороне) — Андрей Вадимович Кемарский (с 2020). Посол Ботсваны в России (с резиденцией в Стокгольме) — Бернадетт Себаге Ратеди (с 2007).